# Carl Meade
Carl Meade (ur. 16 listopada 1950 w Chanute Air Force Base w Illinois) – amerykański astronauta i pilot doświadczalny.

## Życiorys
Ukończył Randolph High School i w 1973 inżynierię elektroniczną na University of Texas. Służył w United States Air Force, w 1977 został pilotem doświadczalnym, testował różne modele samolotów. Posiada nalot ponad 4800 godzin. 4 czerwca 1985 został wyselekcjonowany przez NASA, w lipcu 1986 został astronautą. Od 16 do 20 listopada 1990 w ramach misji STS-38 odbywał lot kosmiczny jako specjalista misji; start i lądowanie nastąpiły w Centrum Kosmicznego im. Kennedy’ego na Florydzie. Misja ta trwała 4 dni, 21 godzin i 54 minuty i 28 sekund. Od 25 czerwca do 9 lipca 1992 uczestniczył w swoim drugim locie jako specjalista misji STS-50, trwającej 13 dni, 19 godzin, 30 minut i 4 sekundy. Jego trzecią misją była STS-64 od 9 do 20 września 1994, trwająca 10 dni, 22 godziny i 51 minut. Łącznie spędził w kosmosie 29 dni, 16 godzin i 14 minut.

## Odznaczenia
- Zaszczytny Krzyż Lotniczy
- Intelligence Medal
- National Defense Service Medal
- Lotniczy Medal Pochwalny
- Medal Departamentu Obrony za Wzorową Służbę
- Medal za Lot Kosmiczny (NASA)
- NASA Exceptional Service Medal